# Macruromys elegans
Macruromys elegans је врста глодара из породице мишева (Muridae).

## Распрострањење
Индонезија је једино познато природно станиште врсте.

## Станиште
Врста Macruromys elegans има станиште на копну.
Врста је по висини распрострањена до 1.800 метара надморске висине. 

## Угроженост
Подаци о распрострањености ове врсте су недовољни.

### Популациони тренд
Популациони тренд је за ову врсту непознат.